# Insane Clown Posse
Gli Insane Clown Posse sono un duo hip hop statunitense formatosi nel 1987 a Detroit, Michigan.
Composto da Violent J (Joseph Bruce) e Shaggy 2 Dope (Joseph Utsler), in origine erano parte del gruppo "Inner City Posse", sciolto nel 1992. I due si presentano quasi sempre travestiti da "clown serial killer" col volto truccato in bianco e nero e con volti sorridenti.
Il duo ha conquistato due dischi di platino e tre d'oro senza ricorrere ad alcuna forma massmediale, quali radio o emittenti televisivi. Per quanto concerne il Nielsen SoundScan, l'intero catalogo del gruppo (fino all'aprile 2007) ha venduto 6.5 milioni di copie negli Stati Uniti e nel Canada.
La musica degli ICP si basa sul credere in "Dark Carnival", una sorta di divinità apocalittica; le loro canzoni si fondano invece sul combinare tra loro eterogenee forme di musica per creare un messaggio coordinato e di senso compiuto, che viene riflesso dall'insieme della discografia e nel concetto medesimo di "Dark Carnival".
I generi mischiati sono tra i più disparati e gli stili presi in appello dal loro "mixaggio creativo" discografico passano da chiare referenze dell'horror punk (Misfits), dello straightedge (Minor Threat), così come dal Gangsta rap dei N.W.A., ai messaggi politicamente controversi dei Public Enemy e all'energia frizzante dei Run DMC, presentando punte di spicco con liriche elaborate con pretesti psicologici del goth americano, uniti con "twist" psichedelici del successivo psychobilly.
I due hanno anche lottato nelle due principali federazioni di wrestling statunitensi degli anni novanta, ossia WWF e WCW. Dopo questi stint hanno fondato la loro federazione, la Juggalo Championship Wrestling, ancora attiva.

## Storia
Joseph Bruce (Violent J) e Joseph Utsler (Shaggy 2 Dope) si conobbero a Oak Park, Michigan. Entrambi ascoltavano molti rappers del momento come Ice Cube, 2Pac e Run DMC. Nel 1989 pubblicarono un singolo dal nome Party at the Top of the Hill sotto il nome di JJ Boys. La povertà e la vita di strada costringono Bruce a trasferirsi in una città al sud di Detroit, River Rouge. Successivamente, sempre con Shaggy 2 Dope, iniziò a eseguire musica Rap in un locale notturno adottando il nome "Inner City Posse" e pubblicando vari EP.
Nel 1992 cambiano il nome in "Insane Clown Posse", iniziando ad adottare tematiche Horrorcore e pubblicano il loro album di debutto, Carnival of Carnage. Negli anni a venire il gruppo pubblica altri diversi album come Ringmaster, Riddle Box, The Great Milenko e The Amazing Jeckel Brothers.
Nel 1997 iniziano una faida con Eminem: quest'ultimo, proprio in quegli anni, stava iniziando ad avere successo internazionalmente e prese ad insultarli in concerti, interviste e canzoni; il gruppo rispose pubblicando la canzone Slim Anus, presa in giro all'alterego di Eminem Slim Shady. Nel giugno del 2000 Eminem minaccia con una pistola Douglas Dail, un affiliato del gruppo, e nello stesso anno gli ICP rilasciano due album: Bizzar & Bizaar. Successivamente il gruppo pubblicherà vari album come The Wraith: Shangri-La, descritto come l'album più cupo della band, Hell's Pit, The Tempest, Bang! Pow! Boom!, The Mighty Death Pop!, Smothered, Covered & Chunked e Mike E. Clark's Extra Pop Emporium. Nel 2005, grazie ai D12 e alla Psychopathic Family, termina la faida tra Eminem e il gruppo.

## Stile musicale
Lo stile che interpretano gli Insane Clow Posse è l'Horrorcore. I temi principali del gruppo sono il cannibalismo, l'omicidio e la necrofilia, ma nell'album di debutto, Carnival of Carnage, affrontano anche temi come il razzismo. Il gruppo ha ammesso di essere stati influenzati musicalmente da artisti come Ice Cube, Michael Jackson e Esham.

## Discografia

### Album in studio
- Carnival of Carnage (1992)
- Ringmaster (1994)
- Riddle Box (1995)
- The Great Milenko (1997)
- The Amazing Jeckel Brothers (1999)
- Bizaar (2000)
- Bizzar (2000)
- The Wraith: Shangri-La (2002)
- Hell's Pit (2004)
- The Tempest (2007)
- Bang! Pow! Boom! (2009)
- The Mighty Death Pop! (2012)
- The Marvelous Missing Link: Lost (2015)
- The Marvelous Missing Link: Found (2015)
- Fearless Fred Fury (2019)
- Yum Yum Bediam (2021)

### EP
1. Ghetto Territory (1990)
2. Intelligence and Violence (1990)
3. Bass-ment Cuts (1990)
4. Dog Beats (1991)
5. Beverly Kills 50187 (1993)
6. The Terror Wheel (1994)
7. A Carnival Christmas (1994)
8. Tunnel of Love (1996)
9. The Calm (2005)
10. GOTJ 2005 (2005)
11. Eye of the Storm (2007)
12. American Psycho (2011)
13. Freaky Tales (2012)

### Raccolte
1. Forgotten Freshness (1995)
2. Mutilation Mix (1997)
3. Forgotten Freshness Volumes 1 & 2 (1998)
4. Psychopathics from Outer Space (2000)
5. Forgotten Freshness Volume 3 (2001)
6. The Pendulum (2002)
7. Psychopathics from Outer Space Part 2 (2003)
8. Forgotten Freshness Volume 4 (2005)
9. The Wraith: Remix Albums (2006)
10. Jugganauts: The Best of Insane Clown Posse (2007)
11. Psychopathics from Outer Space 3 (2007)
12. The Old Shit (2010)
13. Featuring Freshness (2011)

### Apparizioni come ospiti
| Anno | Artista(i)           | Album                                                | Brano                                                      |
| ---- | -------------------- | ---------------------------------------------------- | ---------------------------------------------------------- |
| 1995 | Cykosis              | Cykodelichell Bold                                   | Bloodstains                                                |
| 1995 | Project Born         | Born Dead                                            | Graveyard                                                  |
| 1996 | Coup Detroit         | Coup Detroit                                         | Get Yo Ass Off The Couch                                   |
| 1996 | Humble Gods          | No Heroes                                            | Running Out of Time                                        |
| 1997 | Twiztid              | Mostasteless                                         | 85 Bucks an Hour, Meat Cleaver                             |
| 1998 | Myzery               | Para La Isla                                         | Witching Hour                                              |
| 1998 | Mancow               | In The Kingdom Of The Blind The One Eyed Man Is King | 3 Little Piggies                                           |
| 1998 | Mancow               | In The Kingdom Of The Blind The One Eyed Man Is King | We Down With The Cow!                                      |
| 1999 | Twiztid              | Mostasteless                                         | Spin the Bottle                                            |
| 1999 | Twiztid              | Mostasteless                                         | Hound Dogs                                                 |
| 2000 | Blaze Ya Dead Homie  | Blaze Ya Dead Homie                                  | Shittalkaz                                                 |
| 2000 | Kottonmouth Kings    | High Society                                         | Wickit Klowns                                              |
| 2000 | Three 6 Mafia        | When the Smoke Clears: Sixty 6, Sixty 1              | Just Anotha Crazy Click                                    |
| 2000 | Twiztid              | Cryptic Collection                                   | Meat Cleaver                                               |
| 2000 | Twiztid              | Freek Show                                           | All I Ever Wanted                                          |
| 2000 | Twiztid              | Freek Show                                           | Wut tha Dead Like                                          |
| 2000 | Twiztid              | Freek Show                                           | Maniac Killa                                               |
| 2001 | Blaze Ya Dead Homie  | 1 Less G n da Hood                                   | Given Half the Chance                                      |
| 2001 | Blaze Ya Dead Homie  | 1 Less G n da Hood                                   | Hatchet Execution                                          |
| 2001 | Twiztid              | Cryptic Collection Vol. 2                            | I Don't Care                                               |
| 2001 | Twiztid              | Cryptic Collection Vol. 2                            | Drunken Ninja Master                                       |
| 2001 | Vanilla Ice          | Bi-Polar                                             | Insane Killas                                              |
| 2002 | Anybody Killa        | Hatchet Warrior                                      | Sticky Icky Situation                                      |
| 2002 | Anybody Killa        | Hatchet Warrior                                      | Now You Know                                               |
| 2002 | Anybody Killa        | Hatchet Warrior                                      | Gang Related                                               |
| 2002 | Esham                | Acid Rain                                            | Narration 1-3                                              |
| 2002 | Esham                | Acid Rain                                            | Panic Attack                                               |
| 2002 | Esham                | Acid Rain                                            | Everyone                                                   |
| 2002 | Esham                | Acid Rain                                            | Migraine Headache                                          |
| 2002 | Esham                | Acid Rain                                            | La La La                                                   |
| 2002 | Esham                | Acid Rain                                            | P-P-P-Pow!                                                 |
| 2002 | Esham                | Acid Rain                                            | How Do I Plead to Homicide                                 |
| 2002 | Esham                | Acid Rain                                            | Redemption                                                 |
| 2002 | Ol' Dirty Bastard    | The Trials and Tribulations of Russell Jones         | Dirty & Stinkin                                            |
| 2002 | Ol' Dirty Bastard    | The Trials and Tribulations of Russell Jones         | Dirty & Stinkin (Remix)                                    |
| 2002 | Jumpsteady           | The Chaos Theory                                     | Ninjas In Action                                           |
| 2003 | Twiztid              | The Green Book                                       | Call Me                                                    |
| 2003 | Twiztid              | The Green Book                                       | I'm the Only 1                                             |
| 2003 | Twiztid              | The Green Book                                       | Marsh Lagoon                                               |
| 2003 | Zug Izland           | Cracked Tiles                                        | Fire                                                       |
| 2003 | Zug Izland           | Cracked Tiles                                        | Prison Song                                                |
| 2003 | Zug Izland           | Cracked Tiles                                        | Fly                                                        |
| 2003 | Zug Izland           | Cracked Tiles                                        | Small Town                                                 |
| 2003 | Zug Izland           | Cracked Tiles                                        | Always                                                     |
| 2003 | Zug Izland           | Cracked Tiles                                        | Hiroshima                                                  |
| 2003 | Esham                | Repentance                                           | Hard Times                                                 |
| 2003 | Esham                | Repentance                                           | Boom                                                       |
| 2004 | Blaze Ya Dead Homie  | Colton Grundy: The Undying                           | Climbing                                                   |
| 2004 | Fresh Kid Ice        | Freaky Chinese                                       | Swingin Hatchets                                           |
| 2004 | Fresh Kid Ice        | Freaky Chinese                                       | Tour Bus                                                   |
| 2005 | Twiztid              | Man's Myth                                           | Bonus Flavor                                               |
| 2005 | Twiztid              | Mutant (Vol. 2)                                      | Manikin                                                    |
| 2006 | Axe Murder Boyz      | Blood In, Blood Out                                  | Calm Down                                                  |
| 2006 | Axe Murder Boyz      | Blood In, Blood Out                                  | Heatseeker                                                 |
| 2006 | Boondox              | The Harvest                                          | Lady In The Jaguar                                         |
| 2007 | Twiztid              | Independents Day                                     | Monster's Ball                                             |
| 2007 | Kottonmouth Kings    | Cloud Nine                                           | Think 4 Yourself                                           |
| 2008 | Anybody Killa        | Mudface                                              | You Ain't No Killa                                         |
| 2008 | Boondox              | Krimson Creek                                        | Walking After Midnight                                     |
| 2008 | DJ Clay              | Let 'Em Bleed: The Mixxtape, Vol. 1                  | Alley Rat [Remix]                                          |
| 2008 | DJ Clay              | Let 'Em Bleed: The Mixxtape, Vol. 1                  | Frankenstein                                               |
| 2008 | DJ Clay              | Let 'Em Bleed: The Mixxtape, Vol. 1                  | Fall Apart                                                 |
| 2008 | DJ Clay              | Let 'Em Bleed: The Mixxtape, Vol. 1                  | Get Ya Wicked On [Remix]                                   |
| 2008 | DJ Clay              | Let 'Em Bleed: The Mixxtape, Vol. 1                  | Global Warming                                             |
| 2008 | DJ Clay              | Let 'Em Bleed: The Mixxtape, Vol. 2                  | Rollin' Over [Rock Mix]                                    |
| 2008 | DJ Clay              | Let 'Em Bleed: The Mixxtape, Vol. 3                  | They Shootin (Rock Mix)                                    |
| 2008 | DJ Clay              | Let 'Em Bleed: The Mixxtape, Vol. 3                  | Rare Never Heard Before Milenko Skit                       |
| 2008 | DJ Clay              | Let 'Em Bleed: The Mixxtape, Vol. 3                  | Duke Of Tha Wicked                                         |
| 2008 | DJ Clay              | Let 'Em Bleed: The Mixxtape, Vol. 3                  | Can't Hold Me Back '08                                     |
| 2008 | DJ Clay              | Let 'Em Bleed: The Mixxtape, Vol. 3                  | Can't Fuck Wit Us                                          |
| 2008 | DJ Clay              | Let 'Em Bleed: The Mixxtape, Vol. 3                  | Kept Grindin                                               |
| 2008 | Project Born         | Born Dead 2                                          | Fuck With Me                                               |
| 2008 | Prozak               | Tales From The Sick                                  | Insane                                                     |
| 2009 | Mike E. Clark        | Psychopathic Murder Mix Volume 1                     | Whoz Goin Next (Triple X Mash Up)                          |
| 2009 | Mike E. Clark        | Psychopathic Murder Mix Volume 1                     | Chickin "Pluckin" Huntin Remix                             |
| 2009 | Mike E. Clark        | Psychopathic Murder Mix Volume 1                     | Rock The Dead Body Man                                     |
| 2009 | Mike E. Clark        | Psychopathic Murder Mix Volume 1                     | Neck Cutter                                                |
| 2009 | Mike E. Clark        | Psychopathic Murder Mix Volume 1                     | How Long Will You Juggalos Be Down                         |
| 2009 | Mike E. Clark        | Psychopathic Murder Mix Volume 1                     | Willabe Rags Argues With Violent J                         |
| 2009 | Mike E. Clark        | Psychopathic Murder Mix Volume 1                     | Southwest Mash Up                                          |
| 2009 | DJ Clay              | Let 'Em Bleed: The Mixxtape, Vol. 4                  | I Shot A Hater                                             |
| 2009 | DJ Clay              | Let 'Em Bleed: The Mixxtape, Vol. 4                  | Hi-Rize (Remix)                                            |
| 2009 | Twiztid              | Twiztid Presents: Cryptic Collection Holiday Edition | Murder City Christmas                                      |
| 2010 | Kottonmouth Kings    | Long Live the Kings                                  | Fuck the Police                                            |
| 2010 | Boondox              | South of Hell                                        | Watch Your Back                                            |
| 2010 | Chop Shop            | Welcome To The Chop Shop                             | We Get It                                                  |
| 2010 | Anybody Killa        | Medicine Bag                                         | Kept It Wicked                                             |
| 2011 | Vanilla Ice          | WTF                                                  | Born on Halloween                                          |
| 2011 | Jack White           | Non-Album Single                                     | Leck Mich Im Arsch                                         |
| 2011 | Jack White           | Non-Album Single                                     | Mountain Girl                                              |
| 2011 | The Dayton Family    | Charges of Indictment                                | The Gathering                                              |
| 2012 | DJ Paul              | For I've Sinned: Hosted By DJ Scream & DJ Black      | Go and Kill                                                |
| 2012 | Twiztid              | Abominationz                                         | Abominationz                                               |
| 2013 | Big Hoodoo           | Crystal Skull                                        | Spells                                                     |
| 2013 | Myzery               | Demon/Angel                                          | Knockin On Heaven's Door                                   |
| 2014 | Axe Murder Boyz      | The Garcia Brothers                                  | Might Go Mad                                               |
| 2014 | Boondox              | Abbadon                                              | Kikdoe                                                     |
| 2014 | Boondox              | Abbadon                                              | My Night                                                   |
| 2015 | Da Mafia 6ix         | Watch What U Wish...                                 | Mosh Pit (w/ Lil' White)                                   |
| 2015 | Kottonmouth Kings    | Krown Power                                          | Fuck Off                                                   |
| 2015 | DJ Paul              | Master Of Evil                                       | F U 2 (w/ Yelawolf)                                        |
| 2016 | Twiztid              | Mutant: Remixed and Remastered                       | Manikin                                                    |
| 2016 | Big Hoodoo           | Asylum                                               | Monster Squad (w/Anybody Killa, Axe Murder Boyz & DJ Paul) |
| 2016 | JellyRoll & Lil Wyte | No Filter 2                                          | Zombie (w/Madchild)                                        |
| 2017 | Twiztid              | Cryptic Collection: Valentine's Day Edition          | She Ain't Afraid                                           |
| 2017 | Fisty Cuffs          |                                                      | After School Special                                       |
| 2017 | Lyte                 | Psychopathic Monstar EP                              | FTTBBR                                                     |
| 2017 | Bukshot              | Weirdo                                               | Run w/(Madchild)                                           |
| 2018 | Ouija Macc           | GutterWater                                          | Diamonds                                                   |
| 2018 | Myzery               | 20th Anniversary: Para la Isla                       | Da Way We Live (w/Nitemare)                                |
| 2018 | Myzery               | 20th Anniversary: Para la Isla                       | Witching Hour                                              |
| 2018 | Myzery               | The Demon Angel                                      | Let Me Go                                                  |
| 2018 | Myzery               | The Demon Angel                                      | Knocking On Heavens Door                                   |
| 2020 | Project Born         | Born Dead 3: The Reapers Revenge                     | Techniques & Tactics                                       |
| 2020 | Project Born         | Born Dead 3: The Reapers Revenge                     | Round Here                                                 |

## Singoli
| Anno | Titolo               | U.S. Hot 100 | U.S. Rap | U.S. R&B | U.S. Modern Rock | U.S. Mainstream Rock | UK  | Album                             |
| 1994 | Chicken Huntin'      |              |          |          |                  |                      |     | The Ringmaster                    |
| 1995 | The Jokers Wild      |              |          |          |                  |                      |     | Riddle Box                        |
| 1997 | Halls of Illusions   |              |          |          |                  |                      | #56 | The Great Milenko                 |
| 1998 | Hokus Pokus          |              |          |          |                  |                      | #53 | The Great Milenko                 |
| 1997 | Santa's a Fat Bitch  | #67          |          |          |                  |                      |     | Forgotten Freshness Volumes 1 & 2 |
| 1998 | How Many Times?      |              |          |          |                  |                      |     | The Great Milenko                 |
| 1999 | Another Love Song    |              |          |          |                  |                      |     | The Amazing Jeckel Brothers       |
| 1999 | Fuck the World       |              |          |          |                  |                      |     | The Amazing Jeckel Brothers       |
| 1999 | Terrible             |              |          |          |                  |                      |     | The Amazing Jeckel Brothers       |
| 2000 | Tilt-A-Whirl         |              |          |          |                  |                      |     | Bizaar                            |
| 2000 | Let's Go All The Way |              |          |          |                  |                      |     | Bizzar                            |
| 2003 | Juggalo Homies       |              |          |          |                  |                      |     | The Wraith: Shangri-La            |
| 2004 | Bowling Balls        |              |          |          |                  |                      |     | The Wraith: Hell's Pit            |
| 2005 | The People           |              |          |          |                  |                      |     | Forgotten Freshness Volume 4      |
| 2007 | I Do This            |              |          |          |                  |                      |     | The Tempest                       |

## Collaboratori principali
- 2 Live Crew
- Alice Cooper
- Anybody Killa
- Axe Murder Boyz
- Blaze Ya Dead Homie
- Bone Thugs-N-Harmony
- Boondox
- Bushwick Bill
- Esham
- Ice T
- Jumpsteady
- Kid Rock
- Kottonmouth Kings
- La The Darkman
- L.A.V.E.L.
- Mack 10
- Marz
- MC Breed
- Ol' Dirty Bastard
- Project Born
- Slash
- Snoop Dogg
- Steve Jones
- Tech N9ne
- Three 6 Mafia
- Twiztid
- V-Sinizter
- Vanilla Ice
- Zug Izland

### Collaborazioni
1. Dead Pumpkins (1994)
2. Mr. Rotten Treats (1995)
3. Witches & Warlocks (1996)
4. Mr. Johnson's Head (Remix) (1997)
5. Pumpkin Carvers (con Twiztid & Kottonmouth Kings) (1998)
6. Sleepwalker" (1999)
7. Hallowicked 2000 Box Set (Include Bizaar, Bizzar, Freek Show, Hallowicked 2000 EP, Hallowicked shirt, Hallowicked sticker, Hallowicked flier, certificate of authenticity) (2000)
8. Every Halloween (2001)
9. Children of the Wasteland (Blaze Ya Dead Homie) (2001)
10. Waited Till Halloween (Twiztid) (2001)
11. Silence of the Hams (Violent J & Esham) (2002)
12. Dead Body Man 2002 (Blaze Ya Dead Homie) (2002)
13. Thug Pit (con Krayzie Bone, Layzie Bone, Kottonmouth Kings, Tech N9ne, & Esham) (2003)
14. Murda Cloak (con Anybody Killa) (2004)
15. Wicked Hellaween (2005)
16. Blood Red Rum (2006)

### Filmografia
- Stranglemania (1997)
- Juggalo Championshit Wrestling
- Strangle-Mania 2 (2000)
- The Shaggy Show (1999).
- Shockumentary (DVD & VHS)
- Big Money Hustlas (2000)
- Bootlegged in L.A. (2003)
- Big Money Rustlas (2008) (in preproduzione)